# Indiana (banda española)
Indiana fue una banda española de rock surgida en Madrid en torno a 1973.
Junto a otros grupos y solistas como Burning, Brakaman, Moris o Mermelada, formó parte de una escena peculiar y difícilmente clasificable; nacida al mismo tiempo que la del rock urbano pero que se diferenciaba notablemente de ella. Una escena que prefiguraba, en cierto modo, lo que pocos años después -en torno a 1979- eclosionaría con la nueva ola y La Movida.

## Biografía
Los orígenes de la banda arrancan en 1973, cuando Mario y Alejandro López (hijos de exiliados cubanos que se habían establecido en España cuando ellos eran niños) montan un grupo con varios amigos con los que comparten la misma peripecia vital, ya que todos proceden de familias emigradas desde la isla caribeña tras la revolución de 1959. Pero es en 1974 cuando el grupo adquiere su formación definitiva, con el ingreso del cantante cubano José Ramón Trespalacios a la guitarra y el madrileño Juan Carlos Palacios a la batería.
En 1975 el productor y A&R de la discográfica Zafiro, Manolo García-Pelayo, asiste a una de sus actuaciones en el circuito madrileño. La impresión que le producen es tan buena que convence al Mariskal Romero, famoso Dj, para que incluya dos temas del grupo en el recopilatorio "Viva el Rollo", primer volumen de una serie que serviría de pistoletazo de salida para el rock urbano español de mediados de los setenta.
A partir de ese momento, Indiana comienzan a ver cómo se multiplican las ofertas para realizar conciertos en Madrid y zonas aledañas y a gozar de cierta popularidad en el circuito del rock capitalino. Y ya en 1976 vuelven a grabar otras tres canciones para un nuevo disco recopilatorio titulado «Ni lo uno ni lo otro sino todo lo contrario» también compartido con bandas relacionadas con el rock urbano, el rock sinfónico y lo que entonces se denominaba El Rrollo.
Curiosamente, el sonido del grupo no tenía nada que ver con esos estilos y movimientos. El suyo era un power pop de raíces sesenteras, equivalente -de alguna manera- a lo que, justo por aquel entonces, estaban haciendo bandas estadounidenses y británicas como The Rubinoos, The Flamin' Groovies, The Records, The Jam, Rockpile y otros. Sus referencias no eran el rock duro ni el sinfónico, sino el viejo beat y los grupos españoles de los años 60. Es por eso que, junto a otras formaciones y solistas de la época como Burning, Moris, Tequila, Orquesta Mondragón, Mermelada o Brakaman (que, como ellos, nada debían a las corrientes dominantes en el rock español de ese momento; y cuyas influencias iban del rock and roll clásico al Glam rock, pasando por el rythm and blues, el rock sesentero o el proto-punk) podrían configurar una escena que, siendo estrictamente contemporánea del rock urbano y del sinfonismo del rock andaluz, fue radicalmente distinta. Una especie de versión española del Pub rock británico o de la oleada que terminó alumbrando la new wave estadounidense; y que ya anticipaba (en cierto sentido) la explosión punk.
En cualquier caso, hacia 1978 (y justo cuando empezaban a surgir en España multitud de grupos que desarrollaban el mismo tipo de sonido y estética que ellos llevaban haciendo desde cuatro años antes) Indiana se disolvieron.

## Discografía

### Recopilatorios de varios artistas
- Viva el Rollo, vol. 1 (compartido con Burning, Moon, Volumen, Tílburi): "An Old Fashioned Way/All I Need Is Your Rock" (1975).
- Ni lo uno ni lo otro sino todo lo contrario (compartido con Aquelarre, Union Pacific y Vade Retro): "Centuria/Obsesión/Beibe" (1977).

### Álbumes de estudio
- Dame más (2013).
- Cintas de un sótano (grabaciones inéditas de los años 1970) (2018).

### Álbumes en directo
- Alive in Madrid (2019).

### EPs
- Rock´n Romantic (2021).